# 防長線

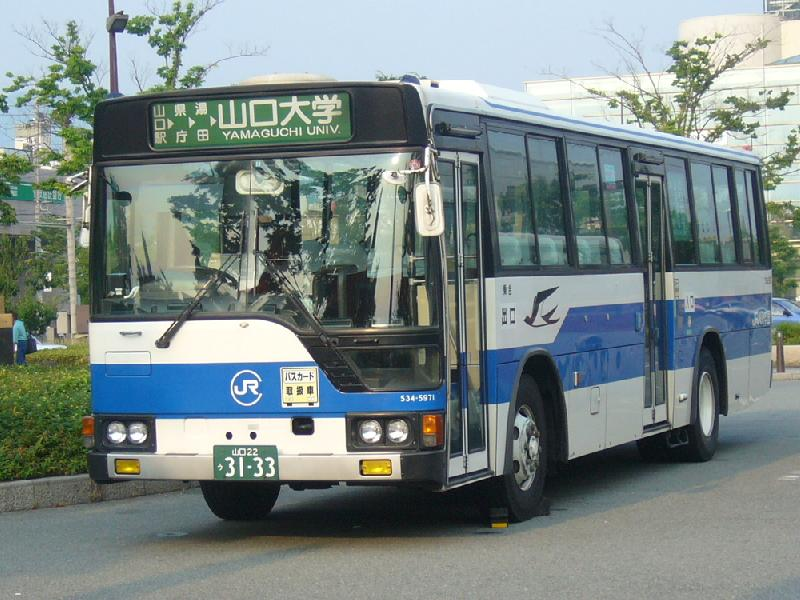
防長線 534-5971

防長本線（ぼうちょうほんせん）は、鉄道省・運輸通信省・運輸省・日本国有鉄道自動車局（国鉄バス）・西日本旅客鉄道・JRバス中国（中国JRバス）の自動車路線である。山口市と防府市・萩市を結んでいる。

## 概説
1931年5月11日に開業した、省営バス（当時）では2番目に開通した路線であり、陰陽連絡路線の1つでもある。
当初は三田尻（現在の防府駅）と山口の間を結び、路線名も「三山線」（さんざんせん）であったが、1933年3月には山口と東萩の間が延長され、同時に路線名が「防長線」に変更された。この路線名は、周防国（山口県東・中部）と長門国（山口県西・北部）を結ぶことから、それぞれの令制国名の文字をひとつずつ取ったものである。防長線は、鉄道線の先行及び鉄道線の短絡という2つの使命を有していた。当初の所要時間は山口から東萩まで2時間24分を要した。また、1936年頃には手小荷物用付随車を連結させた「バストラクタ」と呼ばれる車両 や、観光客向けに天井の一部に開口部をもうけたオープンバスも使用された記録が残っている。
第二次世界大戦後、1949年からは輸送力増強が図られ、幹線路線であった本路線にはいすゞBX91などの大型車両が導入された。また、かねてから防長交通より要望のあった防府・山口間への乗り入れに対し、1953年12月から本路線の運行区間に防長交通の乗り入れを認める代わりに、防長交通エリアへの国鉄バスの乗り入れを行なうことになった。1965年には、防府から秋芳洞への定期観光バスの運行を開始した。
1975年3月10日の山陽新幹線開通にあたって、国鉄バスの陰陽連絡路線は新幹線との連携を図ってサービスアップを行なう方針となった。本路線は小郡駅（当時）に乗り入れることになったが、小郡駅近辺は防長交通の営業エリアであったため、防長交通と協議の結果、小郡駅と東萩駅を結ぶ座席指定特急「はぎ号」を2社で運行することになった。また、同年7月には小郡駅から秋芳洞への直通バスも両社の相互乗り入れにより運行開始された。
一方、1970年代以降は支線区の廃止が進められ、1984年時点において不採算路線は2路線のみとなっていた。一方で幹線路線は増強され、1984年時点で防府 - 山口間は42往復の運行があり、当時既に山口自動車営業所のドル箱路線として位置づけられていた。

### 沿革
- 1931年5月11日 省営自動車2番目の路線として三山線三田尻・山口間開業[9]。【新設停車場】宮市、防府新橋、右田、勝坂、下鯖山、鳴瀧、上矢田、下矢田、御堀、鰐石橋
- 1931年9月4日 【新設停車場】上勝坂、上鯖山（勝坂・下鯖山間）、八反田（下鯖山・鳴瀧間）、鯖地、柊（鳴瀧・上矢田間）、中矢田（上矢田・下矢田間）、氷上（下矢田・御堀間）
- 1933年3月23日 山口・東萩間延伸。路線名を「防長線」に改称する。【新設停車場】山口市、金小曽、宮野駅前、本宮野、宮野新橋、床夏、上入野、下八丁、荒谷口、中八丁、上八丁、上小木原、下小木原、正堂下、日南瀬、中作、大迫口、板橋北口、佐々並、小松ヶ谷、与三原、根引、新茶屋、中峠、釿切、藤ヶ谷、古戦場、不動瀧、小野山、角力場、上菅蓋、下菅蓋、明木、蔵屋、瓜作、佐古、長門峡北口、立野渡、長野橋、霧口、六本松、沖原、萩（既設）、萩橋本町、萩市、浮島[10]
- 1941年6月1日 【新設停車場】佐波国民学校前（三田尻・防府新橋間）
- 1943年7月31日 【停車場廃止】洞道南口、下八丁、中八丁、上八丁、板橋北口、小松ヶ谷、根引、中峠、藤ヶ谷、不動瀧
- 1943年8月1日 鰐石橋、金小曽を移転。
- 1946年11月8日 国営自動車路線名称(昭和8年鉄道省告示第420号)の一部改正により路線名を「防長本線」に改称する。
- 1951年11月1日 停車場新設及び廃止。【新設停車場】上勝坂（勝坂・洞道北口間）、八幡馬場（山口・宮野駅前間）【停車場廃止】山口市
- 1975年3月10日 小郡・山口間延伸。特急便「はぎ号」の運行を開始。【新設停車場】小郡駅新幹線口、湯田温泉通、山口電報電話局
- 2016年10月1日 系統再編。特急便「はぎ号」の運行を終了し、「新山口駅⇔湯田温泉・山口駅」ミニ特急便と「湯田温泉・山口駅⇔萩・明倫センター」普通便に変更。防府発着便の一部が総合医療センターへ乗り入れ開始[11]。一般路線の萩・明倫センター乗り入れを開始し、東萩駅乗り入れを終了。【新設停車場】総合医療センター【停車場廃止】バイパス明木、萩バスセンター、吉田町、浮島、新川、東萩駅[12]
- 2017年10月1日 普通便および「スーパーはぎ号」が萩・明倫センター - 東萩駅間を延伸して東萩駅発着となり、萩バスセンター・東萩駅への乗り入れが1年ぶりに復活。【新設停車場】萩バスセンター、東萩駅
- 2019年3月16日 ダイヤ改正。「新山口駅⇔湯田温泉・山口駅」ミニ特急便廃止
- 2019年10月1日 道の駅あさひに乗入れ。【新設停車場】道の駅あさひ
- 2021年3月頃 - 秋吉線・光線と共にIC乗車カード「ICOCA」を導入し、バスICOCA定期券の販売開始を予定[13]。
- 2021年10月1日 - 秋吉線、防長線ダイヤ改正　防長線湯田温泉駅～湯田温泉通間廃止【停車場廃止】荒高、湯田温泉駅

## 路線

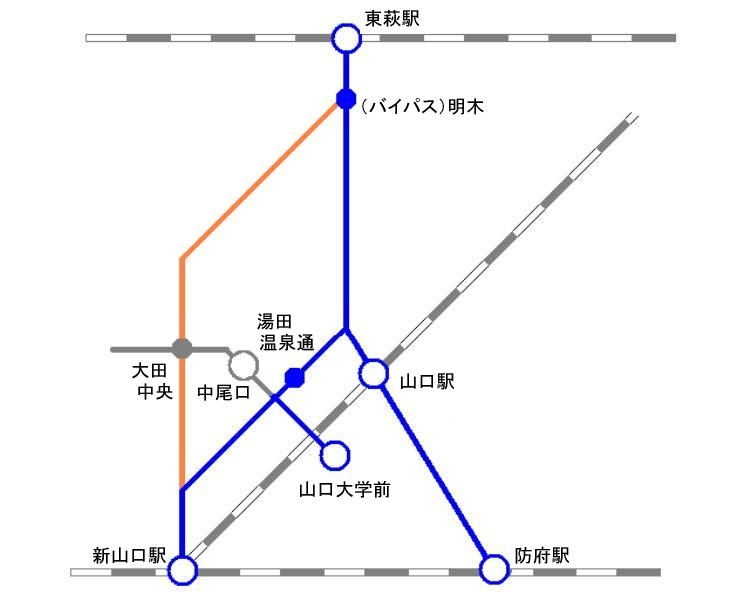
防長線路線図（青い線が防長線）
橙色の線は特急はぎ号（防長交通運行便）路線
灰色の線はJRバス秋吉線

路線としては「防府 - 山口 - 萩」がメインとなるが、現在は防府と萩を直通する系統はなく、山口市内で系統が分割されている。また、一部路線が秋吉線の区間に直通している。

### 運行系統
- [スーパーはぎ号]：  新山口駅 - 萩・明倫センター - 萩バスセンター - 東萩駅
- 湯田温泉通 - 山口駅 - 県庁前 - 日赤前 - スポーツの森前 - 佐々並 - 明木 - 長門峡北入口 - 萩駅 - 萩・明倫センター - 東萩駅
- 防府駅 - （総合医療センター） - （ゆめタウン山口） - 山口駅 - 県庁前 - 湯田温泉通 - 湯田温泉駅入口 - 山口大学
  - 総合医療センターは一部便のみ停車、ゆめタウン山口は早朝の山口方面のみ通過
- 防府駅 - 山口駅 - 県庁前 - 湯田温泉通 - （秋吉線）中尾口
  - 平日朝の通勤時間帯に防府駅→山口大学の特急便（通称「モーニング特急」）が1本運行される。
  - 早朝・夜間は県庁前を経由しない。
- 防府駅 → 荒高 → 県庁前 → 山口駅
- これらのほか、朝に一本、秋吉発山口行きが山口で15分ほど乗客を乗せて停車しそのまま防府行きになる便がある。ただし、公式な直通ではないので運賃の通算などはない。

### 主な駅（停留所）

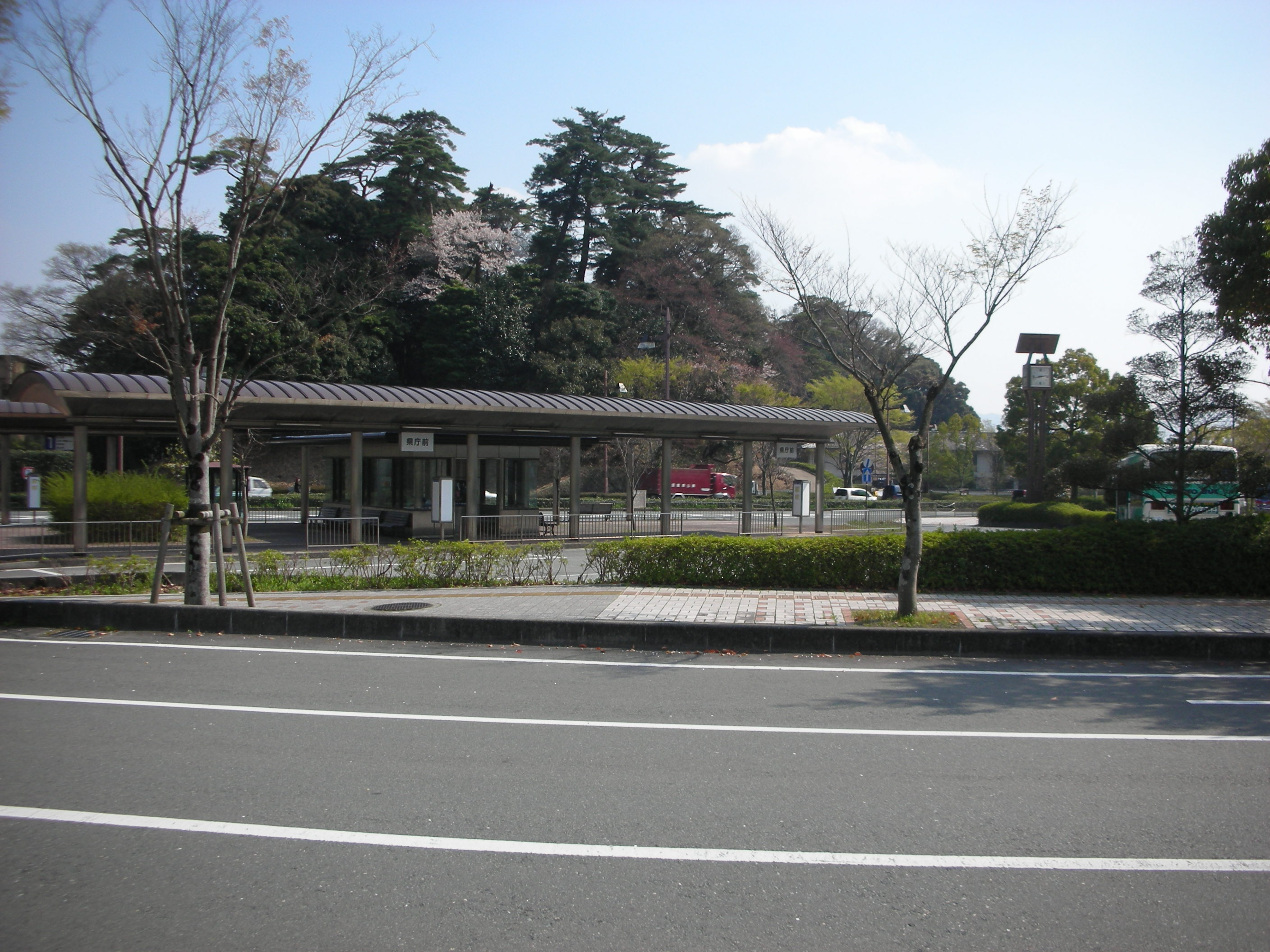
県庁前バス停

- 防府 - 以前は競輪場への支線があった。山陽新幹線開通までは陰陽連絡線の入り口の役目も果たしていた。現在、当駅には防長線の営業施設や待機施設はなく、全便当駅ですぐに折り返す運用をとっている。方向幕などでは「防府駅」。
- 右田 - 防府市右田地区の中心地。モーニング特急も停車する。
- 八反田 - 山口市小鯖地区の中心地。以前は梨羽・稔畑方面へ乗り換えが可能であった。
- 矢田 - 以前の大内町の中心地。バスに関連する建造物は一切無い。
- ゆめタウン山口 - ゆめタウン山口のオープンに合わせ新設された。ゆめタウン山口の敷地内に停留所がある。
- 山口 - 山口線に接続。一部はここを起終点としている。近くに中国JRバス山口支店（兼車庫）がある。方向幕などでは「山口駅」。
- 米屋町 - 山口市の中心商店街から近く乗降客が多い。
- 県庁前 - 山口県庁だけでなく県立博物館からも近い。トイレ付きで待合室も完備。
- 荒高（廃止） - 市内の需要調整のために設置されている停留所。一日数本が止まるのみで乗降客は基本的にない。
- 湯田温泉通 - 湯田温泉にある自動車駅。湯田温泉駅と区別するために"通"が末尾につけてあるが、他社は"湯田温泉"と称す。JR湯田温泉駅前から徒歩10分の位置にある。
- 湯田温泉駅（廃止） - JR山口線との接続のためにJR湯田温泉駅前に新設された。
- 山口大学 - 大学の敷地内に停留所がある。学生・職員以外でも乗降が可能
- 佐々並 - 旧旭村の中心地区の一つ。古くからの宿場町としての町並みが残る。駅舎が今なお存在。
- 角力場 - 大田中央経由との分岐・合流点。乗り換えが可能。以前は角力場留置の区間便があった。
- 明木 - 萩往還の宿場町として発展した集落で佐々並と並び旧旭村の中心地区。
- 長門峡北入口 - 名称は長門峡の北側入り口だが、実際には長門峡まで20キロ程度離れている。どちらかというと旧川上村への入口（バス停から数キロ）という役割が大きかった。かつては特急はぎ号も停車していたが、萩有料道路が開通してからは通過することすら無くなってしまった。
- 萩 - 萩市中心部への入り口ではあるが、乗降客は少ない。萩循環まぁーるバスとの乗り換え停留所でもある。
- 萩バスセンター - 萩市中心部にあるバスターミナル。かつての萩市駅を廃止し、防長交通が運営する萩センターへ乗り入れを行っている。市内、旧村部、阿武町方面への乗り換えができる。
- 東萩 - 特急スーパーはぎ号が発着する。萩市内への乗り換えが可能。乗務員休憩所が駅に隣接してある。方向幕などでは「東萩駅」

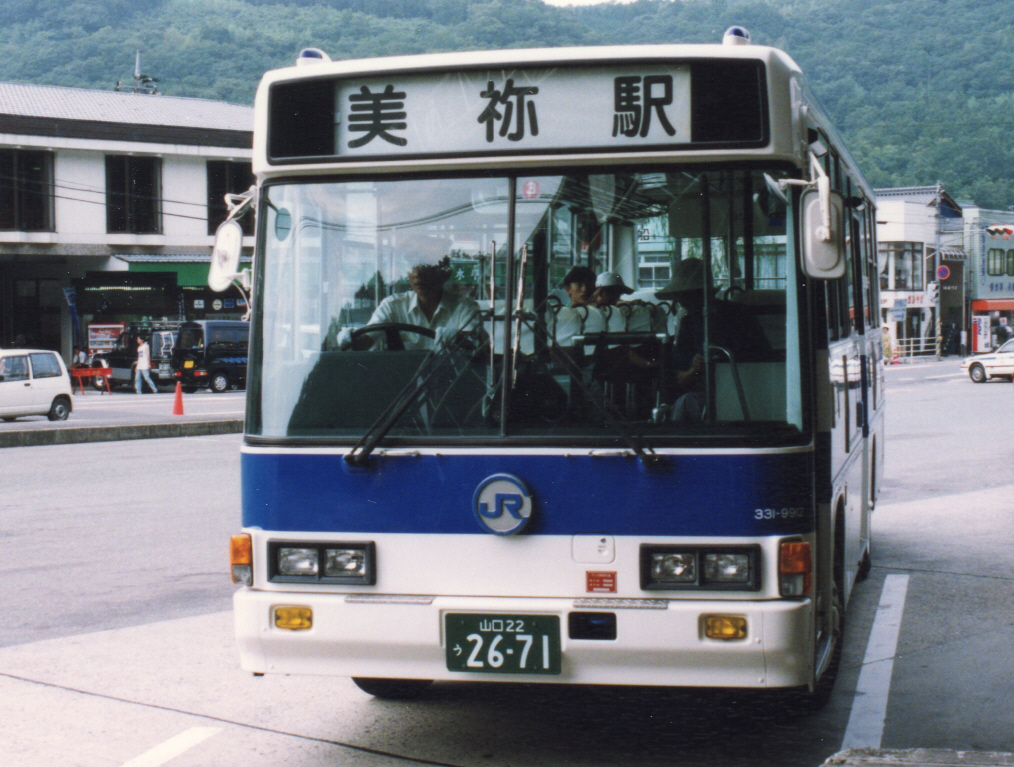
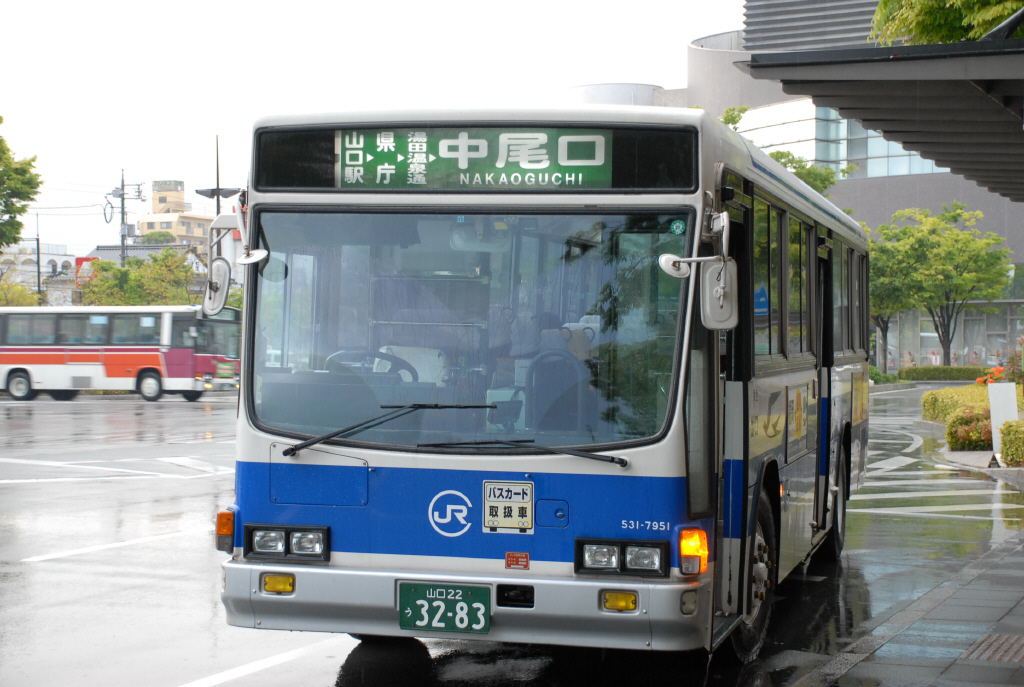
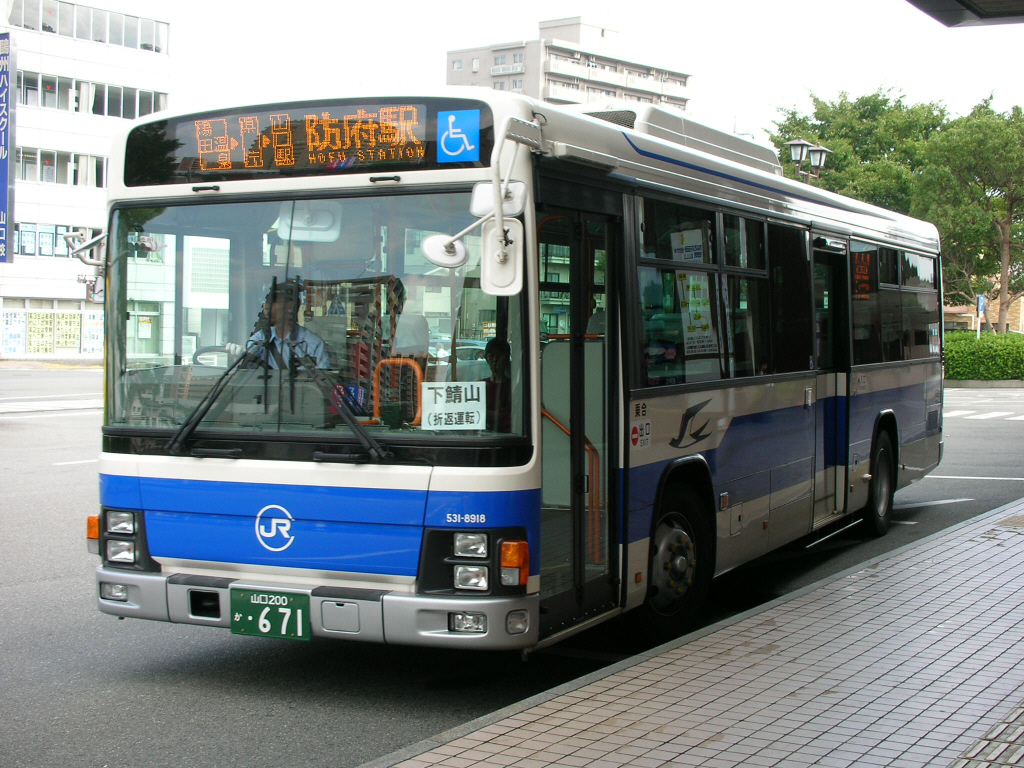
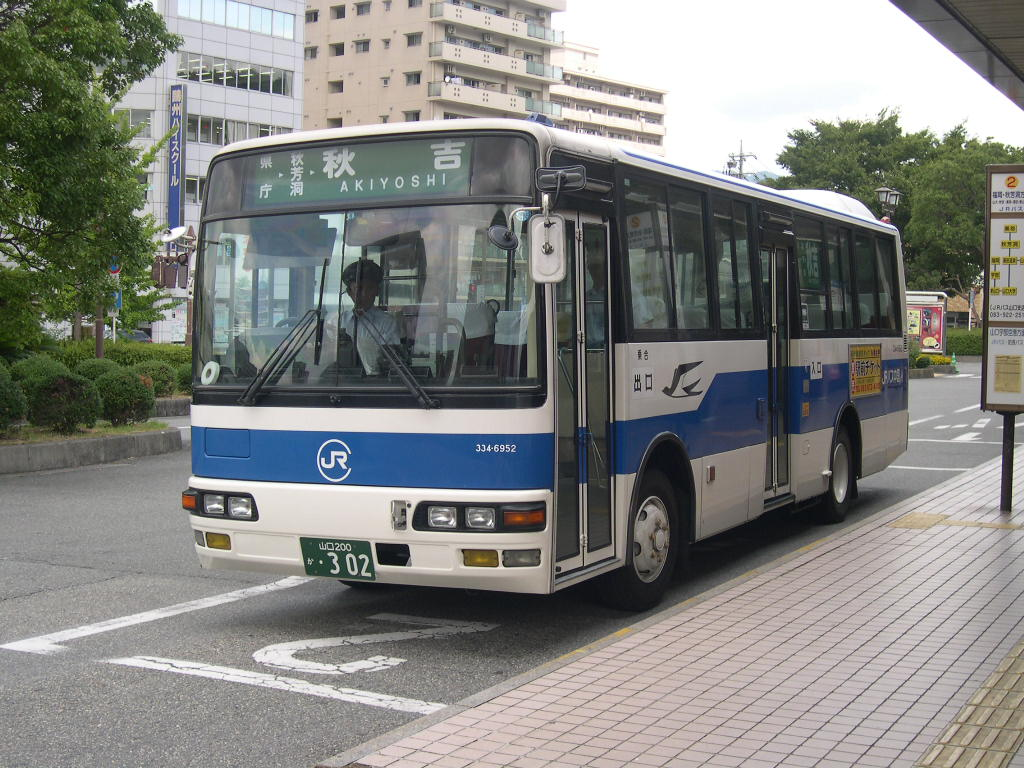
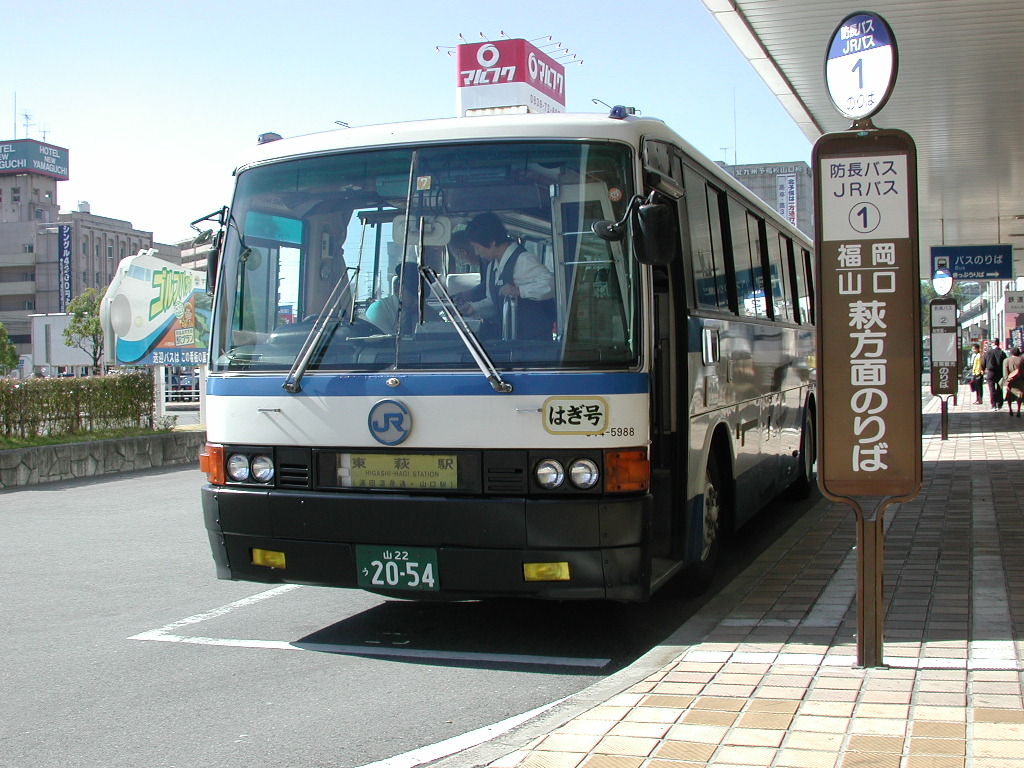

## 注記
1. 1 2  『バスジャパン・ハンドブックシリーズ5 中国ジェイアールバス』p18
2. ↑  1934年時点で使用『全国乗合自動車総覧』（国立国会図書館デジタルコレクション）
3. ↑  写真『省営自動車十年史』（国立国会図書館デジタルコレクション）
4. ↑  『バスジャパン・ハンドブックシリーズ5 中国ジェイアールバス』p22
5. ↑  『バスジャパン・ハンドブックシリーズ5 中国ジェイアールバス』p23
6. ↑  『バスジャパン・ハンドブックシリーズ5 中国ジェイアールバス』p27
7. 1 2  『バスジャパン・ハンドブックシリーズ5 中国ジェイアールバス』p28
8. 1 2  『鉄道ジャーナル』1985年6月号 p83
9. ↑  「鉄道省告示第81号」『官報』1931年5月7日（国立国会図書館デジタルコレクション）
10. ↑  「鉄道省告示第78号」『官報』1933年3月23日（国立国会図書館デジタルコレクション）
11. ↑  『山口エリア路線バス 10月1日ダイヤ改正について』（プレスリリース）中国ジェイアールバス、2016年9月26日。2016年9月29日閲覧。
12. ↑  『中国JRバスの路線再編について』（プレスリリース）萩市商工振興課、2016年9月26日。2016年9月29日閲覧。
13. ↑  『山口県内のバスへ交通系ICカードICOCA導入のお知らせ』（PDF）（プレスリリース）中国ジェイアールバス・西日本旅客鉄道、2020年10月29日。2020年10月31日閲覧。